# الجمعية الوطنية للعمل التطوعي والمجتمعي
الجمعية الوطنية للعمل التطوعي والمجتمعي (الاختصار NAVCA) هي هيئة عضوية وطنية لمنظمات الدعم والتنمية المحلية في إنجلترا، وهي مؤسسة خيرية مسجلة (1001635) مقرها في شفيلد، كانت تسمى سابقا الجمعية الوطنية
لمجالس الخدمة التطوعية (NACVS).

## نبذة تاريخية
كانت جمعية مجالس الخدمة التطوعية الوطنية أحد مشاريع المجلس الوطني للمنظمات التطوعية (NCVO). في عام 1991، أصبح هذا المشروع مستقلا وسمي بالجمعية الوطنية لمجالس الخدمة التطوعية (NACVS). في يونيو
2006 ، تم تغيير اسم NACVS إلى الجمعية الوطنية للعمل التطوعي والمجتمعي (NAVCA). منذ أغسطس 2017، كان رئيسها التنفيذي هو جين إيد، الرؤساء التنفيذيون السابقون هم نيل كليفيلي وجو إيرفين وكيفن كيرلي.

## الهدف
الغرض من الجمعية  الوطنية للعمل التطوعي والمجتمعي هو تعزيز القطاع التطوعي المحلي والمجتمعي على المستوى الوطني. هي تزود الأعضاء بالمعلومات والنصائح، وفرص التواصل والتعلم، وخدمات الدعم والتطوير، وتعتمد
بدورها على خبرة أعضائها للتأثير على الحكومة والمساهمة في السياسة الوطنية. غالبا ما تعرف منظمات الدعم والتنمية المحلية باسم العمل التطوعي أو العمل المجتمعي أو مجلس الخدمة التطوعية. وهذه المنظمات تدعم  الجمعيات
الخيرية المحلية والمنظمات التطوعية والجماعات المجتمعية من خلال تزويدهم بالدعم والمعلومات والمشورة التمويلية.

## الحملات
تدعو الجمعية  الوطنية للعمل التطوعي والمجتمعي إلى القيمة الاجتماعية حيث تراعي السلطات العامة الرفاهية الاقتصادية والاجتماعية والبيئية عند التكليف بالسلع والخدمات. دعمت الجمعية مشروع قانون أعضاء الخاص بكريس وايت
الذي أدرج القيمة الاجتماعية في التشريع من خلال قانون الخدمات العامة (القيمة الاجتماعية) لعام 2012

## العضوية
تمتلك الجمعية الوطنية للعمل التطوعي والمجتمعي  شبكة عضوية تضم ما يقرب من 200 منظمة دعم وتنمية للقطاع المحلي في إنجلترا، ويعمل أعضاء الرابطة مع حوالي 145000 جمعية خيرية محلية صغيرة ومنظمات تطوعية
لتقديم المشورة والدعم والخدمات.